# Nœud de Gibus
Pour les articles homonymes, voir Gibus.
Le nœud de Gibus est un nœud de boucle en milieu de corde très sûr,  utilisé en alpinisme, canyonisme et surtout en spéléologie.
Le nœud de Gibus ajoute une bouclette supplémentaire au nœud en double huit ou au nœud de Mickey.
L'inventeur du nœud est Jean-Marc Gibelin, ancien spéléologue, professionnel titulaire du BEES spéléologie.[réf. nécessaire]

## Type de nœud
Le nœud de Gibus est de la famille des nœuds en huit. 

## Réalisation

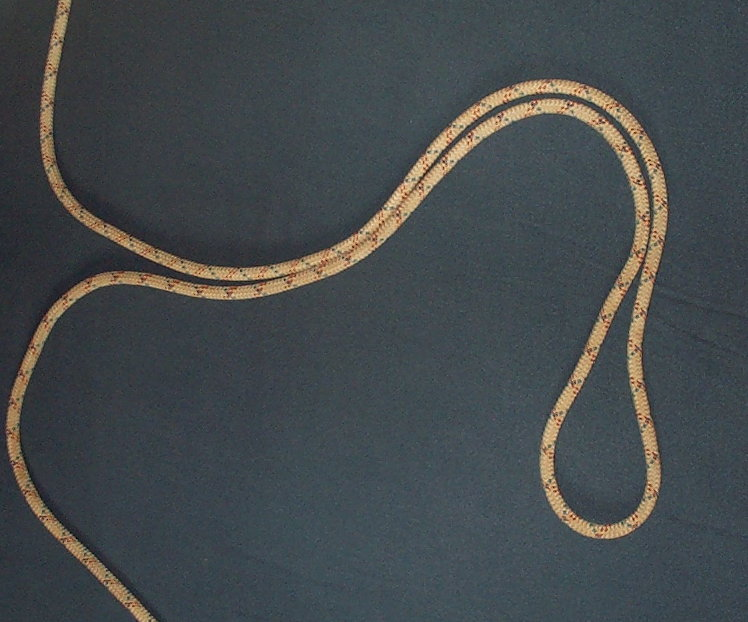
Créer une ganse.
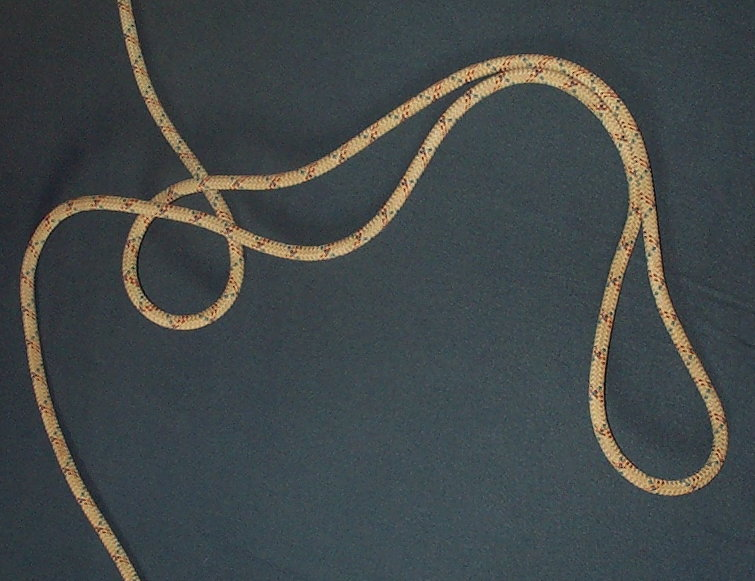
Ajouter la bouclette sur un des deux brins.
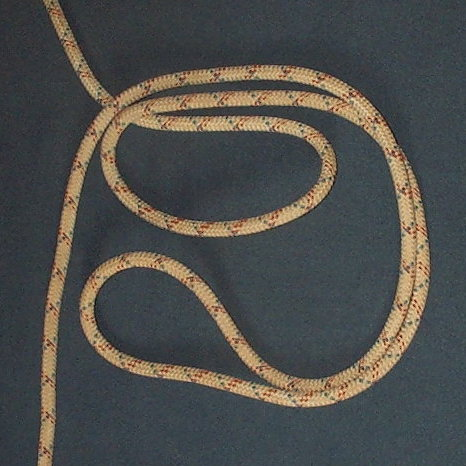
Garder en main le sommet de la bouclette et les deux autres brins.
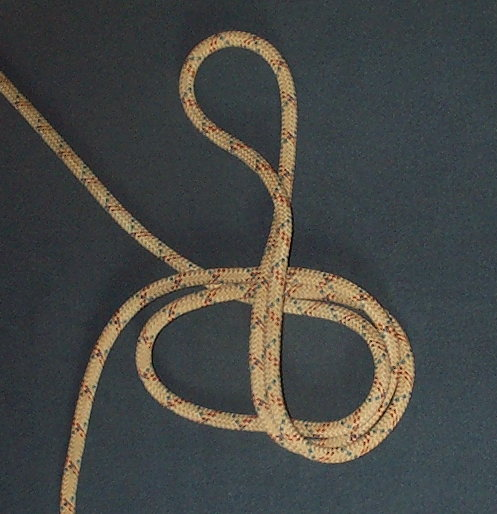
Tourner autour de cette bouclette pour réaliser un nœud en huit
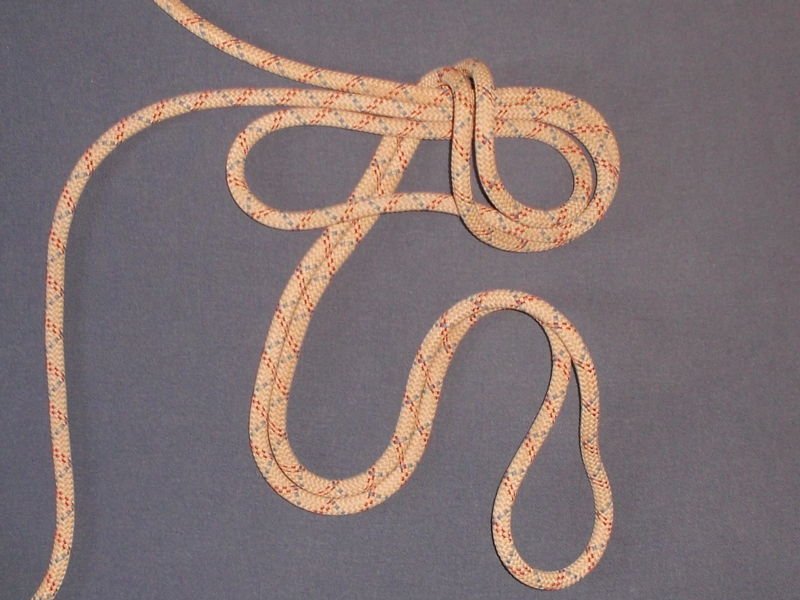
… qu'on ne termine pas ! :
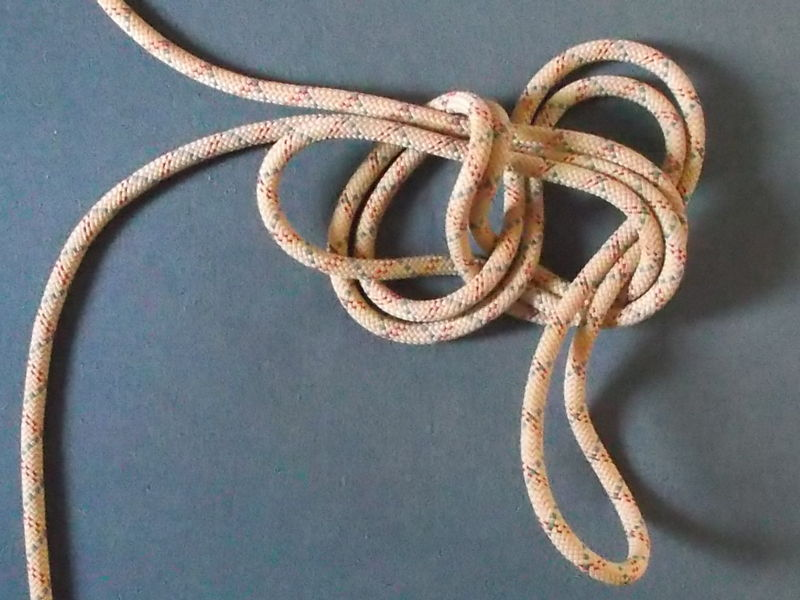
à la manière du nœud de Mickey, on passe le milieu de la corde, fabriquant ainsi deux boucles : ce sont les oreilles du Mickey.
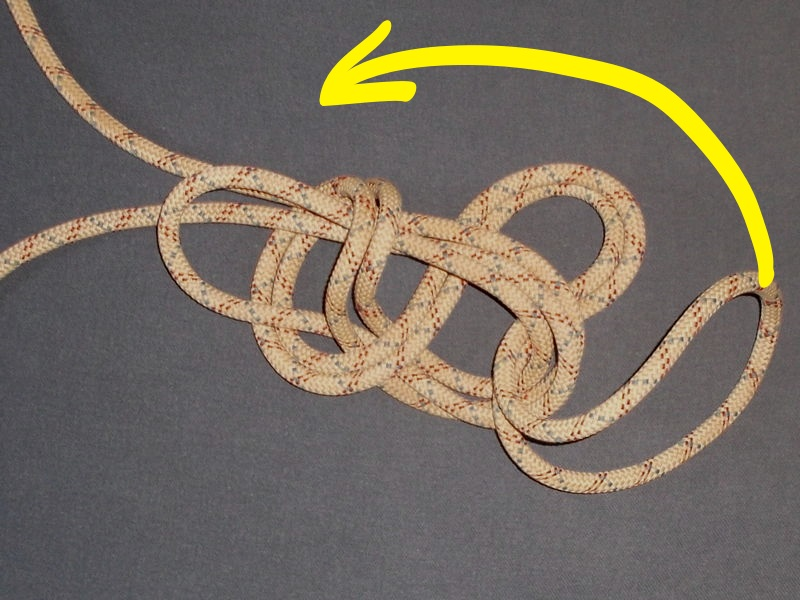
Ensuite, avec la boucle résiduelle…
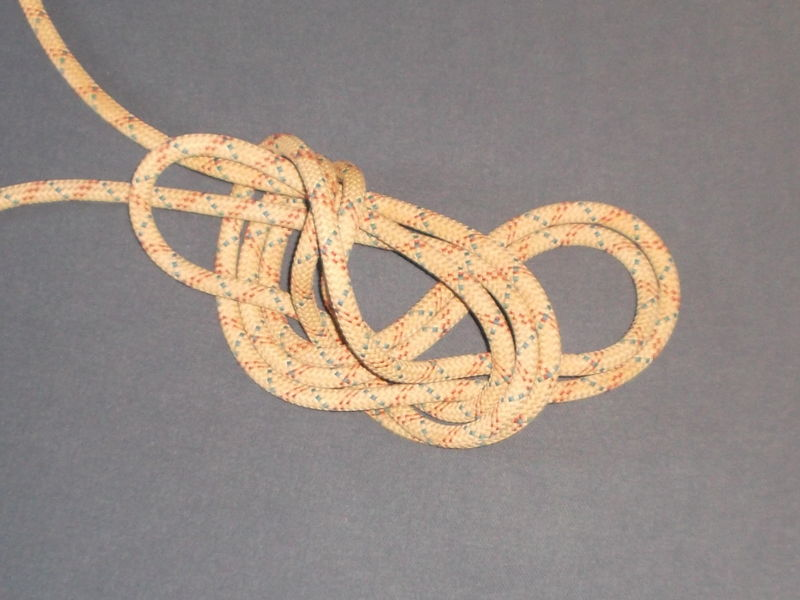
…on coiffe tout, sauf la bouclette.
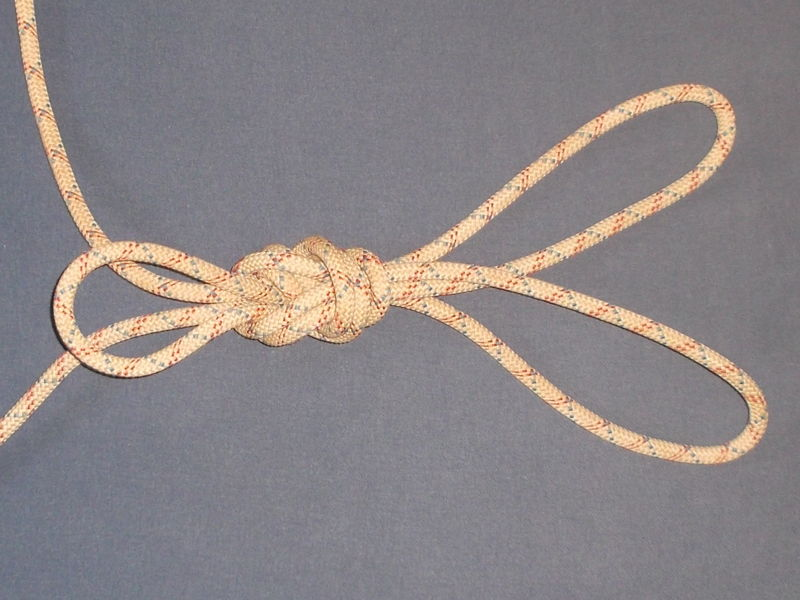
Serrer.

## Intérêt
- Se dénoue assez facilement.
- Légèrement auto répartiteur. Pour conserver une asymétrie (par exemple, pour éloigner la corde d'une paroi afin d'éviter un frottement), lui préférer le nœud de Zeppelin double.

## Utilisation
En spéléologie, il est utilisé particulièrement en cas de fractionnement plein vide, pour offrir une boucle de confort dans laquelle un spéléologue va se longer : même sans appui pour soulager le nœud, le spéléologue peut dégager sans excessive difficulté son mousqueton de longe au moment de poursuivre sa descente.